# 鈕福保
鈕福保（1805年—1854年），字右申，号松泉。浙江烏程（今湖州市）人，清朝狀元、政治人物。

## 生平
先祖是湖州大族鈕氏的西支，道光十八年（1838年）状元，授翰林院修撰，掌修國史。道光十九年（1839年）出任江南鄉試副主考官，道光二十年（1840年）出任江西鄉試副主考官，轉廣西學政。歷升左中允、司經局洗馬、右庶子，官至詹事府少詹事。咸豐初年（1851年）乞休，買下徽商汪氏木橋頭大宅，取名“理德堂”。咸豐四年（1854年）卒。

## 家庭
鈕福保有七子，其中三子早殤。部分資料寫戴季陶夫人鈕有恆爲鈕福保孫女，不確，鈕有恆系鈕福保堂兄弟鈕福鍾的孫女。

## 遗迹
钮福保在湖州的故宅，人称钮氏状元厅，在今湖州勤劳街花园弄以东，建于道光年间。现存门厅、仪门、照壁、家塾、东楼等。2005年被列入浙江省省级文物保护单位。

## 外部連結
- 鈕福保 （页面存档备份，存于） 北京市東城區圖書館

| 官衔          | 官衔                                                                                 | 官衔          |
| ------------- | ------------------------------------------------------------------------------------ | ------------- |
| 前任： 丁善慶 | 清朝廣西學政 道光二十年八月初二 - 道光二十三年八月初二 1840年8月28日 - 1843年9月25日 | 繼任： 李承霖 |